# Scotoecus hindei
Scotoecus hindei é uma espécie de morcego da família Vespertilionidae.
Pode ser encontrada nos seguintes países: Camarões, República do Congo, Quénia, Malawi, Moçambique, Nigéria, Somália, Sudão, Tanzânia e Zâmbia.
Os seus habitats naturais são: savanas áridas.